# Lise Risom Olsen
Lise Risom Olsen (* 1. März 1979 in Fredrikstad) ist eine norwegische Schauspielerin. Ihre Mutter ist Dänin, ihr Vater Norweger.

## Werdegang und Ausbildung
Mit zehn Jahren trat sie in Elverum, wo sie aufwuchs, im Elverum Kindermusiktheater zum ersten Mal in einem Theaterstück auf. Später ging sie als Schülerin der Stange videregående skole (Gymnasium) auf deren dramalinja mit den Hauptfächern Theater und Drama. Danach studierte sie Theaterwissenschaft an der Universität in Bergen, wo sie auch in Stücken auftrat und mit der NONCompany eine Theatergruppe gründete. Danach lebte sie in New York City und nahm dort Schauspielunterricht unter anderem bei Larry Moss, Robert Castle und Susan Batson. Nach mehreren Engagements am Theater und für Filme in Norwegen zog sie 2012 nach Berlin. Seit 2015 gehört sie zum Ensemble der Berliner Schaubühne am Lehniner Platz.
Olsen spielte neben Kommissar Felix Stark (Boris Aljinovic) die Hauptrolle der norwegischen Studentin Trude Bruun Thorvaldsen in der Tatort-Episode Vielleicht (Regie: Klaus Krämer), den Das Erste am 16. November 2014 zeigte.
Lise Risom Olsen spricht neben ihrer norwegischen Muttersprache auch Schwedisch, Dänisch, Englisch und Deutsch.

## Filmografie
- 2008: Max Manus
- 2009: Rottenetter
- 2010: The Misfits
- 2011: Dag (Fernsehserie, 2. Staffel, Folge 9: Ond mongo)
- 2014: Tatort: Vielleicht
- 2015: Elixir, Kino-Spielfilm von Brodie Higgs
- 2015: Solness
- 2016: Goster
- 2017: Letzte Spur Berlin (Fernsehserie, 6. Staffel, Folge 58: Störfaktor)
- 2017: Spark (Kurzfilm)
- 2018: Å dele en flamme (Kurzfilm)
- 2018: The Innocents (Fernsehserie, 8 Folgen)
- 2018: Friheden (Fernsehserie, 1 Folge)
- 2019: Countdown Copenhagen (Fernsehserie, 6 Folgen)
- 2021: Der Flensburg-Krimi: Der Tote am Strand
- 2021: WaPo Bodensee (Fernsehserie, 1 Folge)
- 2022: Das Privileg – Die Auserwählten
- 2023: SOKO Leipzig: Schunkeltod (Fernsehserie)
- 2023: King’s Land (Bastarden)
- 2023: Polizeiruf 110: Little Boxes
- 2023: Der Kommissar und der See – Narrenfreiheit (Fernsehreihe)
- 2024: Der Geier – Die Tote mit dem falschen Leben

## Theater
- 2011: BIT Teatergarasjen/Teaterhuset Avant Garden: KAZAK: The expedition
- 2012: BIT Teatergarasjen/Teaterhuset Avant Garden: KAZAK: Intermezzo
- 2014: BIT Teatergarasjen/Theaterhuset Avant Garden: KAZAK: Kazak
- 2015/2016: Schaubühne am Lehniner Platz: Nachtasyl von Maxim Gorki, als Natasa, Regie: Michael Thalheimer[4]
- 2015/2016: Schaubühne am Lehniner Platz: FEAR von Falk Richter[5]
- 2016/2017: Schaubühne am Lehniner Platz: Wallenstein von Schiller. Regie: Michael Thalheimer
- 2017/2020: Schaubühne am Lehniner Platz: LOVE HURTS IN TINDER TIMES von Patrick Wengenroth und Ensemble. Regie: Patrick Wengenroth

## Auszeichnung
2012 wurde das Stück „KAZAK: Intermezzo“, in dem Lise Risom Olsen mitspielt, als beste Vorstellung für den Bergen-Preis nominiert.

## Mitgliedschaft
Sie ist Mitglied der Norwegian Actors’ Equity Association und BFFS (Bundesverband Schauspiel).